# 日本赤色救援会
日本赤色救援会（にほんせきしょくきゅうえんかい）とは、革命運動家の救援活動を行う日本の人権団体である。
1. 日本赤色救援会 - 現在の日本国民救援会の前身
2. 日本赤色救援会 (1970年代) - 1970年代の赤軍派系の団体

## 戦前の救援活動
1927年末、太田慶太郎たちは、「解放運動犠牲者救援会」設立の呼びかけをおこなった。それにこたえて、1928年3月6日、発起人会がひらかれた。その直後に三・一五事件が起き、結果的にその被告を救援するために設立されたと同様の意味をもつようになった。4月7日の設立総会では、安部磯雄を会長とした。
その後、1930年の大会で、コミンテルンの指導の下に設立された国際赤色救援会（モップル）に加盟し日本支部となり、「日本赤色救援会」に改称した。当時非合法だった日本共産党とともに壊滅させられた。
小林多喜二に、救援会の文書を模した文体と構成で書かれた「救援ニュース№18　附録」という作品がある。
第二次世界大戦後、再建された日本共産党が中心となり、日本国民救援会が設立された。
以後は日本国民救援会を参照

## 赤軍派系
その後1969年に、新左翼系の救援連絡センターも設立され、他方で赤軍派独自の組織として、1971年に「（第二次）日本赤色救援会」が設立された。
主に赤軍派や革命左派、そして連合赤軍の支援を行っていたが、同志リンチ殺人事件（山岳ベース事件）が発覚したことで、四分五裂となり事実上活動を停止した。